# La Taupe (film, 1984)
Pour les articles homonymes, voir La Taupe.
Pour plus de détails, voir Fiche technique et Distribution.
La Taupe (titre original: The Jigsaw Man) est un film d'espionnage britannique réalisé par Terence Young et sorti en 1984. Le film est inspiré de la vie de Kim Philby, un espion britannique qui a travaillé pour le KGB avant de fuir l'Union soviétique en 1963. Le personnage présente aussi des similitudes avec Donald Maclean, devenu alcoolique, qui est décédé à Moscou en 1983.

## Synopsis
Kimberley, ancien directeur du MI6 qui est passé à l'Est il y a de nombreuses années, est contraint de subir une opération de chirurgie esthétique afin d’être renvoyé en Grande-Bretagne. Après avoir été fait passer pour mort à Moscou, il doit récupérer une liste des agents payés par le KGB depuis plus de trente ans à Londres. Il y retrouve sa fille qui va le reconnaître et, surtout, il va marchander cette liste avec le MI6 car il souhaite repasser à l’Ouest.

## Fiche technique
- Titre original : The Jigsaw Man
- Réalisation : Terence Young, assisté de Peter Hunt
- Scénario : Jo Eisinger  d'après un roman de Dorothea Bennett
- Production :  Evangrove, Nitemeg
- Musique : John Cameron
- Image : Freddie Francis
- Montage : Derek Trigg
- Durée : 91 minutes (ou 94 minutes)
- Lieux de tournage : Angleterre, Finlande
- Dates de sortie : 
  - États-Unis : 24 août 1984
  - France : 23 février 2011  - DVD

## Distribution
- Michael Caine : Philip Kimberley / Sergei Kuzminsky
- Laurence Olivier : Sir Gerald Scaith
- Susan George : Penelope Kimberley / Annabelle Kimberley
- Robert Powell : Jamie Fraser
- Charles Gray : Sir James Chorley
- Morteza Kazerouni : Boris Medvachian
- Michael Medwin : Milroy
- Eric Sevareid : lui-même
- Sabine Sun : Dr Zilenka
- David Kelly : Cameron
- Patrick Dawson : Ginger
- Vladek Sheybal : Gen. Zorin
- Peter Burton : Douglas Ransom
- Maggie Rennie : Mrs. Ransom
- Richard Aylen : Kimberley âgé
- Anthony Pullen Shaw : Matthews
- Maureen Bennett : Susan
- Anthony Dawson : Vicar